# Pycnarmon tapeina
Pycnarmon tapeina là một loài bướm đêm trong họ Crambidae.